# Береста
Береста́, или берёста — верхний слой (белая наружная часть) коры берёзы.
Внешняя сторона бересты обычно белого цвета с сероватым оттенком, реже — розовато-коричневого.
Внутренние слои, обращённые к лубу, бывают различных оттенков — от жёлтого до коричневого.

## Применение

### В древности
На Руси издревле использовали бересту в строительстве (как стойкий к сырости прокладочный материал) для изготовления домашней утвари (туеса, плетёные берестяные лукошки, короба, шаркунки), художественных поделок, как материал для письма (берестяные грамоты).

#### Материал для письма
Берестяны́е гра́моты — письма и записи на коре берёзы, памятники письменности Древней Руси XI—XV вв. Берестяные грамоты представляют первостепенный интерес как источники по истории общества и повседневной жизни средневековых людей, а также по истории восточнославянских языков.
Берестяная письменность известна также ряду других культур народов мира.
В культуре Индии береста использовалась в основном в Гималаях, где встречается гималайская берёза (Betula utilis). Некоторые из старейших сохранившихся индийских рукописей написаны на бересте, например, буддийские рукописи, датируемые I веком до нашей эры. И II век нашей эры в Гандхаре.
Манускрипт Бакхшали — рукопись, которая может содержать старейшее доказательство использования номера ноля, написанa на бересте. Ссылки на письмо на бересте можно найти и в литературных источниках. Так, y поэтa Калидаса главная героиня Урваши (в драме Викраморваши) пишет на куске бересты. Тот же автор в своём художественном эпосе «Кумарасамбхава» описывает, как видьядхары (полубоги) в Гималаях используют бересту для написания любовных писем. Среди индуистов в Кашмире как материал для письма береста оставалась в использовании до XVIII века.
Техника письма была более сложной, чем на Руси. Писали по бересте, как и на пальмовых листьях, острым металлическим грифелем или каламом, царапающим (по листьям) или проминающим (по бересте) поверхность писчего материала, а затем протирали надпись сажей, углём или листьями растений, сок которых окислялся и темнел.
Сохранились берестяные письма, написанные в наше время, особенно жертвами советских репрессий. Люди в советских посёлках и лагерях ГУЛАГа в Сибири, чтобы писать письма своим близким домой, из-за недоступности бумаги использовали полоски бересты. Примеры этих писем от латвийских жертв советского режима в настоящее время считаются включёнными в список наследия ЮНЕСКО «Память мира». Во время Второй мировой войны пропагандистские газеты и листовки, издаваемые партизанами, из-за нехватки бумаги иногда печатались на бересте.

#### Другое применение
Различные народы используют бересту в качестве кровельного материала и для изготовления лодок.
Береста хорошо воспламеняется и долго горит, поэтому многие народы издавна используют её для растопки печей и разжигания костров.
В строительстве бересту использовали в качестве изолятора от сырости. Благодаря водонепроницаемости и антисептическим свойствам береста охранялa от гниения. Нижние венцы деревянного сруба, подоконники, перекрытия дольше служили, если между деталями конструкции прокладывали бересту. В некоторых деревнях из-за дороговизны рубероида и сейчас покрывают бани и подсобные здания берестой.

### Современное применение
В России из бересты изготовляют наборные рукоятки ножей. Из-за низкой теплопроводности бересты такие рукоятки позволяют пользоваться ножами в полевых условиях в мороз и в жару. Высокие водоотталкивающие свойства бересты позволяют делать рукоятки ножей без дополнительной пропитки.
Пучок бересты — простейшая форма факела.
Из бересты путём сухой перегонки получают дёготь, который входит в состав мазей Вишневского и Вилькинсона.

#### Декоративно-прикладное применение
Береста активно используется в народных промыслах как прекрасный поделочный материал для изготовления туесов, шкатулок, художественных панно, сувенирной продукции и других изделий.
Из бересты изготавливали лошадиную упряжь, верёвки, на рыбацких сетях — поплавки, игрушки для детей. Берестy использовали для изготовления музыкальных инструментов: пастушьих рожко́в и жале́ек.
Иркутский художник Евгений Ушаков разработал уникальную технику пластинчатой мозаики из бересты, в которой создавал картины и станковые панно.

### Использование в медицине
Берестa содержит бетулин, который проявляет противоопухолевые свойства в отношении некоторых видов опухолей.